# Tom Bergs
Tom Bergs (Haacht, Vlaams-Brabant, 3 december 1987) is een Vlaamse auteur van misdaadromans en jeugdverhalen.
Tom Bergs debuteerde in 2014 met het kortverhaal De Papiervreter, dat hij samen met collega Kris van der Sande schreef. In 2015 kwam met Dubbelleven zijn eerste misdaadroman uit. Deze reeks draait rond speurders Johan Pieters en Sophie D’Hondt en speelt zich af in de Vlaams-Brabantse gemeenten Boortmeerbeek, Haacht en Keerbergen, waar de auteur werkzaam is bij de politie. In 2017 verleende Bergs zijn medewerking voor een dorpsspel.
In 2018 verruilde de auteur uitgeverij Mira Loves Books voor Uitgeverij Het Punt. Daar werd hij het jaar daarop verkozen tot een van de ambassadeurs van de uitgeverij. Daarnaast is hij ook nog actief als jeugdauteur bij uitgeverij Kramat, waar hij meeschrijft aan de kortverhalenbundels rond Junior Monsterboek.

### Pieters & D’Hondt-serie
- Dubbelleven (2015 – Mira Loves Books) (2018 – Uitgeverij Het Punt - heruitgave)
- Wraakzucht (2018 – Uitgeverij Het Punt)
- Concurrentie (2020 – Uitgeverij Het Punt)

### Junior Monsterboek
- De papiervreter – in het Junior Monsterboek 3 (2014 – Uitgeverij Kramat)
- De circusgoochelaar – in het Junior Monsterboek 4 (2015 – Uitgeverij Kramat)
- De griezeldirecteur – in het Junior Monsterboek 6 (2017 – Uitgeverij Kramat)
- Snoep of ik schiet – in het Junior Monsterboek 7 (2018 – Uitgeverij Kramat)

### Supercoole, Supergrappige, Superheldenboek
- Koning Kid I - in Het Supercoole, Supergrappige, Superheldenboek 1 (2023 - Phoenix Books)
- Koning Kid II - in Het Supercoole, Supergrappige, Superheldenboek 2 (2024 - Phoenix Books)

### Overige verhalen
- De sputterende stoomboot – in Sint Pakt Uit (2015 – Mira Loves Books)
- Mysterie in Haacht (2017 – in samenwerking met UNIZO Haacht)
- Gedropt – in De Boekenjagers (2021 – VZW De Boekenjagers)